# Astragalus viridiflorus
Astragalus viridiflorus är en ärtväxtart som beskrevs av Antonina Georgievna Borissova. Astragalus viridiflorus ingår i släktet vedlar, och familjen ärtväxter. Inga underarter finns listade i Catalogue of Life.